# Busca
Busca (tiếng Occitan: Buscha) là một đô thị tại tỉnh Cuneo trong vùng Piedmont của Italia, vị trí cách khoảng 60 km về phía tây nam của Torino và khoảng 15 km về phía tây bắc của Cuneo. Tại thời điểm ngày 31 tháng 12 năm 2004, đô thị này có dân số 9.671 người và diện tích là 65,8 km².
Đô thị Busca có các frazioni (đơn vị cấp dưới, chủ yếu là các làng) Attissano, Bosco, Castelletto, Morra San Giovanni, Sant'Alessio, San Barnaba, San Chiaffredo, San Martino, San Mauro, San Quintino, San Rocco, Santo Stefanovà San Vitale.
Busca giáp các đô thị: Caraglio, Costigliole Saluzzo, Cuneo, Dronero, Saluzzo, Rossana, Tarantasca, Valmala, Villafallettovà Villar San Costanzo.